# Train of Thought
Train of Thought는 프로그레시브 메탈 밴드 드림 시어터의 정규 7번째 앨범이다.

## 역사
투어 기간 동안 드림 시어터의 헤비한 곡들에 좋은 반응을 보인 팬들에게 영감을 얻은 밴드는 Train of Thought를 그때까지 낸 앨범 중 가장 헤비한 스타일로 만들어냈다. 작곡은 3주에 걸쳐 이루어졌다. 엔지니어는 Doug Oberkircher, 믹싱은 케빈 셜리(Kevin Shirley)가 맡았다. 앨범 수록곡은 7곡으로, 이는 6집 Six Degrees of Inner Turbulence가 6곡, 8집 Octavarium이 8곡인것과 맞춰 하나의 컨셉화시킨 부분이다. 이러한 패턴은 이후 반대로 나타나는데, 9집 Systematic Chaos는 7곡, 10집 Black Clouds & Silver Linings는 6곡으로 다시 줄어든다. 이러한 컨셉에서 Octavarium의 주요 테마 "모든 것은 시작한 곳에서 끝이난다"를 도출해 낼 수 있다.

## 평가
'Train of Thought'는 비평가들로부터는 좋은 평가를 받았지만 팬들의 반응은 지금도 양분되어있다. 일부 새로운 팬들은 보다 강해지고 직선적으로 변한 메탈 사운드를 좋아했다. 많은 나머지 팬들은 새로운 스타일에 실망했고, 주류음악에 편승했으며 젊은 층의 음악 취향에 영합했다고 생각했다.

## 곡
- "As I Am"의 도입부는 "Six Degrees of Inner Turbulence의 마지막 부분과 신스/오케스트라 코드가 똑같다.

- "As I Am"의 가사 중 일부분은 퀸스라이크와 함께한 밴드의 2003년 여름 투어에서 영감을 얻었다. 포트노이에 따르면 퀸스라이크의 기타리스트 마이크 스톤은 존 페트루치에게 몇가지 연주 팁을 가르쳐줬고, 후에 페트루치는 다음과 같은 가사를 썼다. "Don't tell me what's in, tell me how to write"

- "This Dying Soul"은 마이크 포트노이가 가사를 쓴 12단계 모음곡의 연작 중 하나이다. 이 연작은 "The Glass Prison"부터 시작되었고 이후 "The Root of All Evil", "Repentance"로 이어지고 "The Shattered Fortress"로 마무리되었다. 이 곡들은 몇몇 멜로디와 가사를 공유한다.

- "Honor Thy Father"는 포트노이의 의붓 아버지에 대한 가사이다. 그는 IRC채팅에서 어떤 계기로 이 가사를 쓰게 되었냐는 질문에 이렇게 답했다 "나는 사랑에 관한 곡을 쓰는데 정말 능력이 없다. 그래서 나는 누군가를 '싫어하는' 가사를 쓰기로 했다."[4]

- "Honor Thy Father"의 곡 중에 등장하는 중얼거림은 폴 토머스 앤더슨의 영화 '매그놀리아'에서 극 중 제이슨 로바드가 필립 시모어 호프먼에게 그의 삶의 회한에 대해 설명하는 부분을 가져온 것이다. 또 영화 '폐쇄 구역'에서 숀 펜과 크리스토퍼 워컨이 서로 다투는 부분의 대사도 일부 사용했다.

- "Vacant"의 가사는 제임스 라브리에의 딸에게 영감을 얻었다. 그의 딸은 7번째 생일 3일 전에 이유를 알 수 없는 갑작스런 발작이 일어나고 얼마동안 혼수상태에 빠졌다.[5]

- "Stream of Consciousness"는 지금까지 나온 드림 시어터의 인스트러멘털 곡 중 가장 길다. 이 곡은 "Instrumedley"나 리퀴드 텐션 익스테리먼트 2의 수록곡 "When The Water Breaks"에도 일부 사용되었다.

- "In the Name of God"에서 12분 56초부터 오른쪽 채널에 들리는 목소리는 미국 내전 찬송가인 "Battle Hymn of the Republic"이다.

- "In The Name of God"의 제목은 알파벳 14개로 이루어져 있으며 이 곡의 길이는 14분 14초이다. 또한 앨범 제목인 "Train of Thought" 역시 알파벳 14개로 만들어졌다. 또한 숫자 14는 이때까지 나온 드림 시어터의 앨범 개수, 앨범에 포함된 곡의 개수의 두 배이다.

- 조던 루디스는 "In The Name of God"의 마지막 피아노 파트를 연주했다. 이 파트의 마지막 음은 다음 앨범 'Octavarium'의 첫 곡 "The Root of All Evil"의 첫 음과 마지막 곡 "Octavarium"의 마지막 음으로도 사용되었다.

- "As I Am", "Honor Thy Father" 두 곡은 드림 시어터의 곡 중 "fuck"이란 단어가 사용된 유이한 곡이다.

## 슈페리어의 'Younique'와의 혼동
2003년 경 'Train of Thought'가 발매되었을 당시, 많은 파일공유 사이트에서 슈페리어의 앨범 'Younique'가 드림 시어터의 것으로 잘못 알려져 공유되었다. 슈페리어의 음악이 드림 시어터와 스타일이 비슷했고, 곡 수도 7개에서 8개 정도였기 때문이다. ('Younique' 앨범에는 실제로 7곡이 실려있다.) 이러한 혼동은 요즘도 계속되고있다.

## 수록곡
| #             | 제목                                                                           | 작사            | 작곡                                          | 재생 시간 |
| ------------- | ------------------------------------------------------------------------------ | --------------- | --------------------------------------------- | --------- |
| 1.            | 〈"As I Am"〉                                                                  | 존 페트루치     | 페트루치, 존 명, 조던 루디스, 마이크 포트노이 | 7:47      |
| 2.            | 〈"This Dying Soul" - "IV. Reflections of Reality (Revisited)" - "V. Release〉 | 포트노이        | 페트루치, 명, 루디스, 포트노이                | 11:28     |
| 3.            | 〈"Endless Sacrifice"〉                                                        | 페트루치        | 페트루치, 명, 루디스, 포트노이                | 11:23     |
| 4.            | 〈"Honor Thy Father"〉                                                         | 포트노이        | 페트루치, 명, 루디스, 포트노이                | 10:14     |
| 5.            | 〈"Vacant"〉                                                                   | 제임스 라브리에 | 명, 루디스                                    | 2:58      |
| 6.            | 〈"Stream of Consciousness"〉                                                  |                 | 페트루치, 명, 루디스, 포트노이                | 11:16     |
| 7.            | 〈"In the Name of God"〉                                                       | 페트루치        | 페트루치, 명, 루디스, 포트노이                | 14:16     |
| 총 재생 시간: | 총 재생 시간:                                                                  | 총 재생 시간:   | 총 재생 시간:                                 | 69:19     |

## 차트성적
- 빌보드 200: Train of Thought - 53위
- 빌보드 탑 인터넷 앨범: Train of Thought - 53위
- 영국 앨범 차트: Train of Thought - 146위

## 구성원
- 제임스 라브리에 – 리드 보컬
- 존 페트루치 – 기타, 백킹 보컬
- 존 명 – 베이스
- 조던 루디스 – 키보드
- 마이크 포트노이 – 드럼, 백킹 보컬

### 게스트
- 유진 프리센 – "Vacant"에서 첼로